# Porphyrinia pusilla
Porphyrinia pusilla är en fjärilsart som beskrevs av Eduard Friedrich Eversmann 1837. Porphyrinia pusilla ingår i släktet Porphyrinia och familjen nattflyn. Inga underarter finns listade i Catalogue of Life.